# Carrer Nou de la Pobla de Carivenys
El Carrer Nou de la Pobla de Carivenys és una obra del municipi de Santa Coloma de Queralt (Conca de Barberà) inclosa en l'Inventari del Patrimoni Arquitectònic de Catalunya.

## Descripció
Un dels pocs carrers del nucli de Carivenys que conserven una agrupació d'habitatges amb molt poques intervencions sobre la seva estructura original. El parament d'alguna de les seves cases presenta una diferent utilització de carreus que mostren les diferent etapes constructives. Les més antigues són del segle xv.